# 이태섭 (1927년)
이태섭(李泰燮, 1927년 ~ )은  대한민국 사람이다.

## 생애
충청남도 아산시 영인면 월선리에서 태어났다. 1945년 경기공업고등학교를 졸업했고, 1950년 4월 소위 임관. 육군 소장으로 예편. 1970년 학교법인 아산학원(아산중학교, 아산고등학교) 이사장으로 취임했다. 1988년에는 태경장학재단을 설립했다. 2006년 11월 7일 순천향대학교에서 명예교육학 박사 학위를 받았다. 1975년 아산에서 처음으로 필드하키 팀을 만들었고, 그동안 국제심판 김홍래 등 20여명의 국가대표를 배출했다. 서울 재향군인회장, 전국사학연합회 이사, 충남사립중고등학교 법인협의회 부회장, 한국발명특허협회 상근부회장 역임. 